# Paléoenvironnement
 (juillet 2009).
Si vous disposez d'ouvrages ou d'articles de référence ou si vous connaissez des sites web de qualité traitant du thème abordé ici, merci de compléter l'article en donnant les références utiles à sa vérifiabilité et en les liant à la section « Notes et références ».
Les paléoenvironnements sont des environnements anciens, appartenant à des échelles de temps allant de l'histoire jusqu'aux étages, périodes et ères du ressort de la paléontologie.

## Éléments de définition
Comme tout environnement, un paléoenvironnement se compose d'un milieu (biotope), ainsi que des êtres vivants qui y évoluent (biocénose).
Cependant, chacune des composantes d'un paléoenvironnement doit souvent être étudiée séparément à partir d'éléments différents du « registre fossile », et faire ensuite l'objet d'une reconstitution. Certaines espèces se fossilisent mal. On utilise donc les restes fossilisés de spores et pollens, planctons, plantes ou ossements d'espèces « indicatrices ». Les os et dents d'animaux sont par exemple très utilisées, de mammifères (rongeurs, oiseaux, reptiles, amphibiens, poissons pouvant être regroupés en guildes d'herbivores, de prédateurs, etc.

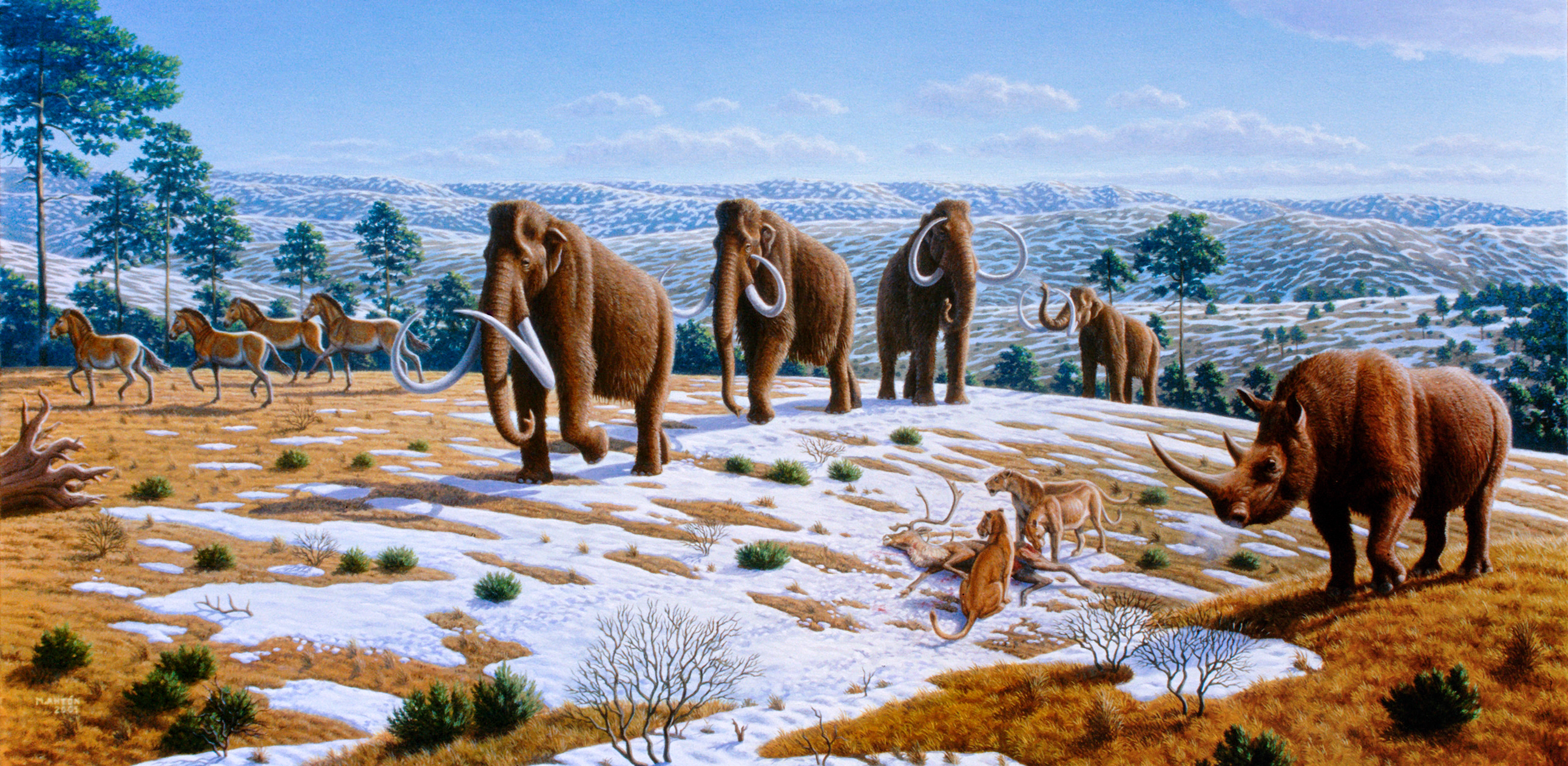
L'Âge de glace par Mauricio Antón, 2008

## Pluridisciplinarité
Plusieurs disciplines travaillent nécessairement en commun à la reconstitution des paléoenvironnements. À titre d'exemple : 
- la paléontologie sert à déterminer la biocénose, à partir des informations contenues dans la taphocénose
- la palynologie permet de préciser la flore qui était présente, et apporte des informations sur les paléoclimats, de même que d'autres disciplines (dont la glaciologie)
- la sédimentologie apporte des données complémentaires d'ordre environnementaux et géophysiques
- la dendrochronologie permet d'après le principe de l'actualisme et de l'étude des cernes des arbres de repérer des évènements climatiques stressant pour l'arbre (incendie, sécheresses...)
- la géoarchéologie pour les périodes plus récentes [8]
- l'archéozoologie sert à préciser la faune qui était présente. Reconstituer la faune locale apporte des informations sur l'environnement et le climat, en effet un groupe d'espèce donné ne peut vivre que dans un écosystème type[9].

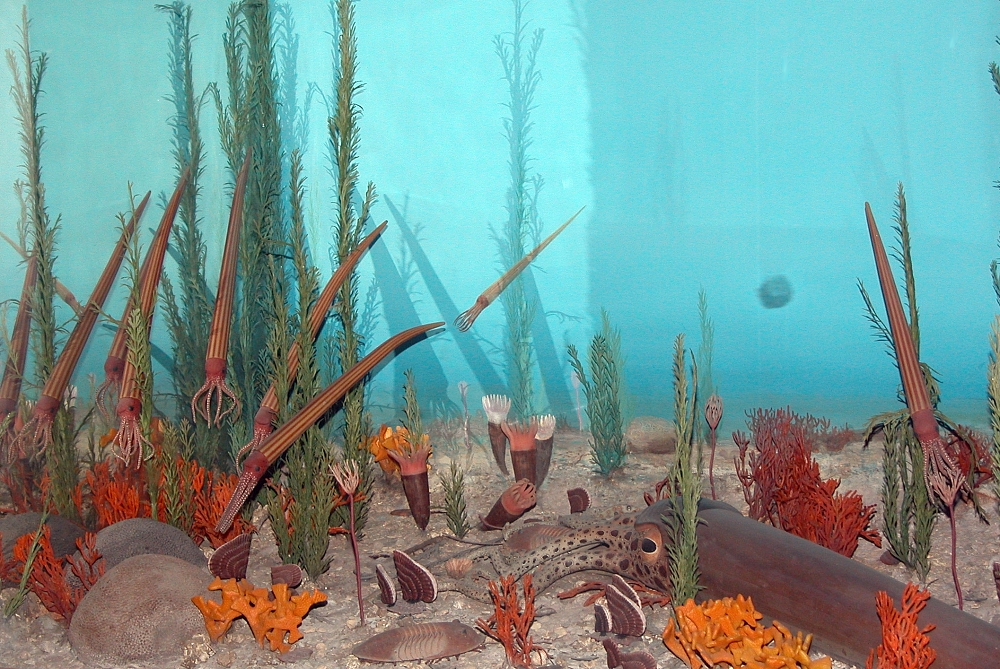
Diorama du Muséum américain restituant la faune marine de l'Ordovicien, 2004

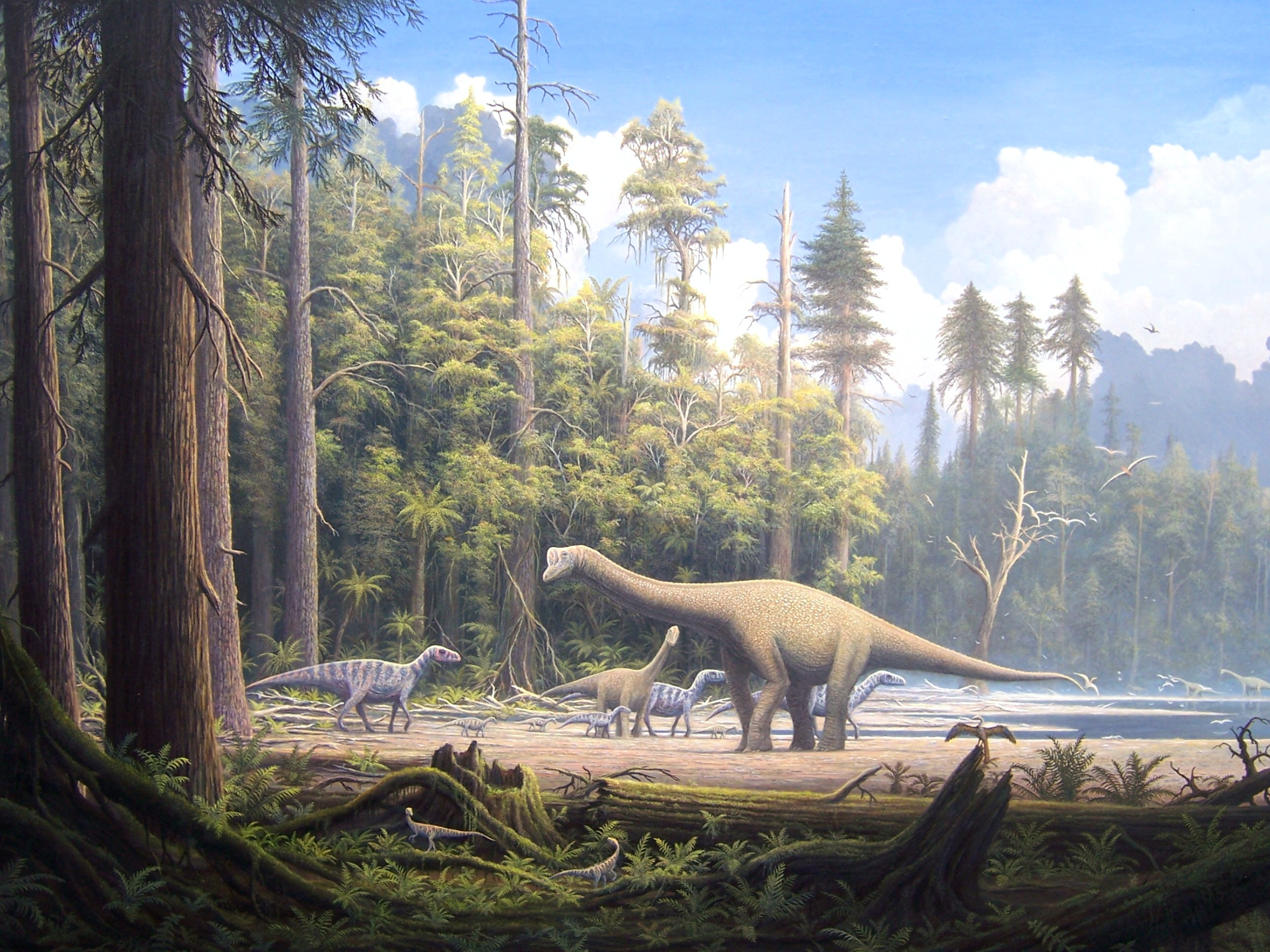
Scène du Jurassique, par Gerhard Boeggemann, 2006

## Le paléoclimat
La température et l'hygrométrie sont des facteurs déterminants des climats, actuels ou passés.
La température peut être estimée à partir des relevés isotopiques d'échantillons de glace ancienne, ou de sédiments anciens (à partir du radiocarbone 13 (carbone 13), carbone 14, et certains isotopes de l'oxygène ou de l'azote), ou déduite par d'autres méthodes.
D'autres facteurs, comme l'aridité, notamment, peuvent être déduits par d'autres méthodes, notamment en utilisant les plantes, organismes sédentaires, fortement influencés par le climat.
L'étude des pollens fossiles (palynologie), ou de la croissance des arbres, d'après leurs cernes (dendrochronologie), permet, d'après le principe de l'actualisme, d'estimer les conditions climatiques d'un milieu disparu d'après la flore qui y a vécu.

## Les fossiles de faciès
Tous les fossiles n'ont pas la même valeur au sein de la taphocénose : les fossiles marqueurs sont choisis parmi des espèces plutôt abondantes, et non pas destinés à recueillir des informations sur l'espèce elle-même, mais sur son environnement. Les fossiles dits de faciès, notamment, nous renseignent sur le milieu qu'ils ont peuplé.
En se basant sur le principe de l'actualisme, on est capable de déterminer quel type d'environnement a pu peupler une espèce assez commune; en conséquence, les espèces qui sont retrouvées en compagnie de ce fossile marqueur devront avoir peuplé le même milieu.
Parmi les fossiles de faciès du phanérozoïque les plus couramment utilisés depuis les strates sédimentaires les plus anciennes jusqu'aux plus récentes, citons : les bivalves qui sont marqueurs de l'hydrodynamisme, les oursins qui sont marqueurs de la topologie des fonds marins, et les gastéropodes qui sont utilisés notamment dans le Cénozoïque pour la caractérisation des environnements terrestres.